# Энкель, Карл Карлович
Карл Карлович Энкель (фин. Carl Enckell, 1839 — 1921) — директор Финляндского кадетского корпуса, генерал от инфантерии.

## Биография
Энкель родился 10 октября 1839 года в семье подполковника Карла Густав Энкеля (1798—1849). Получив образование в Финляндском кадетском корпусе, он 30 июня 1858 года был выпущен поручиком в Астраханский карабинерный великого князя Александра Александровича полк. 26 марта 1862 года он был переведён чином прапорщика в лейб-гвардии Московский полк, в котором последовательно был произведён в подпоручики (17 апреля 1863 года), поручики (30 августа 1863 года) и штабс-капитаны (17 апреля 1867 года). В 1863 году он принял участие в подавлении восстания в Польше.
В 1868 году Энкель, по окончании Николаевской академии Генерального штаба, был прикомандирован к штабу войск гвардии и Петербургского военного округа, а 28 июля 1869 года был переведён в Генеральный штаб чином капитана и назначен старшим адъютантом штаба 1-й гвардейской пехотной дивизии. С 1870 года Энкель состоял для особых поручений при штабе войск гвардии и Петербургского военного округа, 28 марта 1871 года был произведён в подполковники, а 31 марта 1874 года — в полковник.
Во время Русско-турецкой войны 1877 — 1878 годов Энкель с 21 августа 1877 года занимал пост начальника штаба 3-й гвардейской пехотной дивизии, был контужен в бою у деревни Петричево и за боевые отличия был удостоен награждения золотым оружием с надписью «За храбрость» и орденом Святого Владимира 3-й степени с мечами.
По окончании войны 25 августа 1878 года Энкель был назначен делопроизводителем канцелярии Военно-учёного комитета Главного штаба, в 1880 году был командирован в Швецию, Данию и Норвегию с учёной целью. С 9 апреля 1881 года по 22 октября 1885 года он состоял при военном министре по делам финских войск и 6 мая 1884 года был произведён в генерал-майоры.
22 октября 1885 года Энкель был назначен директором Финляндского кадетского корпуса вместо вышедшего в отставку генерала Ф. А. Неовиуса и занимал этот пост в течение восемнадцати лет. 30 августа 1894 года он был произведён в генерал-лейтенанты, в 1900 году получил знак отличия за XL лет беспорочной службы.
В 1903 году Военным министерством было принято решение об упразднении Финляндского кадетского корпуса. 19 августа 1903 года Энкель был произведён в генералы от инфантерии с увольнении от службы с мундиром и пенсией.
Последние годы жизни он провёл в Гельсингфорсе, где и скончался 26 февраля 1921 года.

## Награды
За свою службу Энкель был награждён многими орденами, в их числе:
- Орден Святой Анны 3-й степени (1870 год)
- Орден Святого Станислава 2-й степени (1872 год)
- Орден Святой Анны 2-й степени (1875 год)
- Орден Святого Владимира 4-й степени (1876 год)
- Золотое оружие с надписью «За храбрость» (1877 год)
- Орден Святого Владимира 3-й степени с мечами (1878 год)
- Орден Святого Станислава 1-й степени (1888 год)
- Орден Святой Анны 1-й степени (1892 год)
- Орден Святого Владимира 2-й степени (6 декабря 1897 года)

Иностранные:
- Прусский орден Короны 2-й степени (1873 год)
- Австрийский командорский крест ордена Франца-Иосифа (1874 год)
- Шведский командорский крест ордена Меча (1880 год)

## Сочинения
- Третья гвардейская дивизия в войну 1877-1878 гг. // Военный сборник, 1880, т. 135, № 10, т. 136, № 11, 1881, т. 137, № 1-7 (Отдельный оттиск - СПб., 1881).